# Anselme Brusa
Plinio Anselme Brusa (* 27. August 1899 in Chiasso, Schweiz; † 24. Juli 1969 in Lyon) war ein italienisch-französischer Ruderer und Turner.

## Biografie
Anselme Brusa stammte aus einer italienischen Familie im Schweizer Chiasso. Er wurde Turner und konnte in der Schweiz Nationaler Meister werden. Nach dem Ersten Weltkrieg zog er nach Lyon in Frankreich und schloss sich dort dem Cercle de l’Aviron de Lyon an. Bei den Ruder-Europameisterschaften 1931 gewann er mit zusammen mit André Giriat und Steuermann Pierre Brunet die Goldmedaille. 
Im Folgejahr konnte das Trio bei den Olympischen Sommerspielen in Los Angeles im Zweier mit Steuermann die Bronzemedaille gewinnen. Außerdem gelang den drei Ruderern 1927 und 1931 der Sieg bei den Französischen Meisterschaften.